# Vịt lưỡi liềm

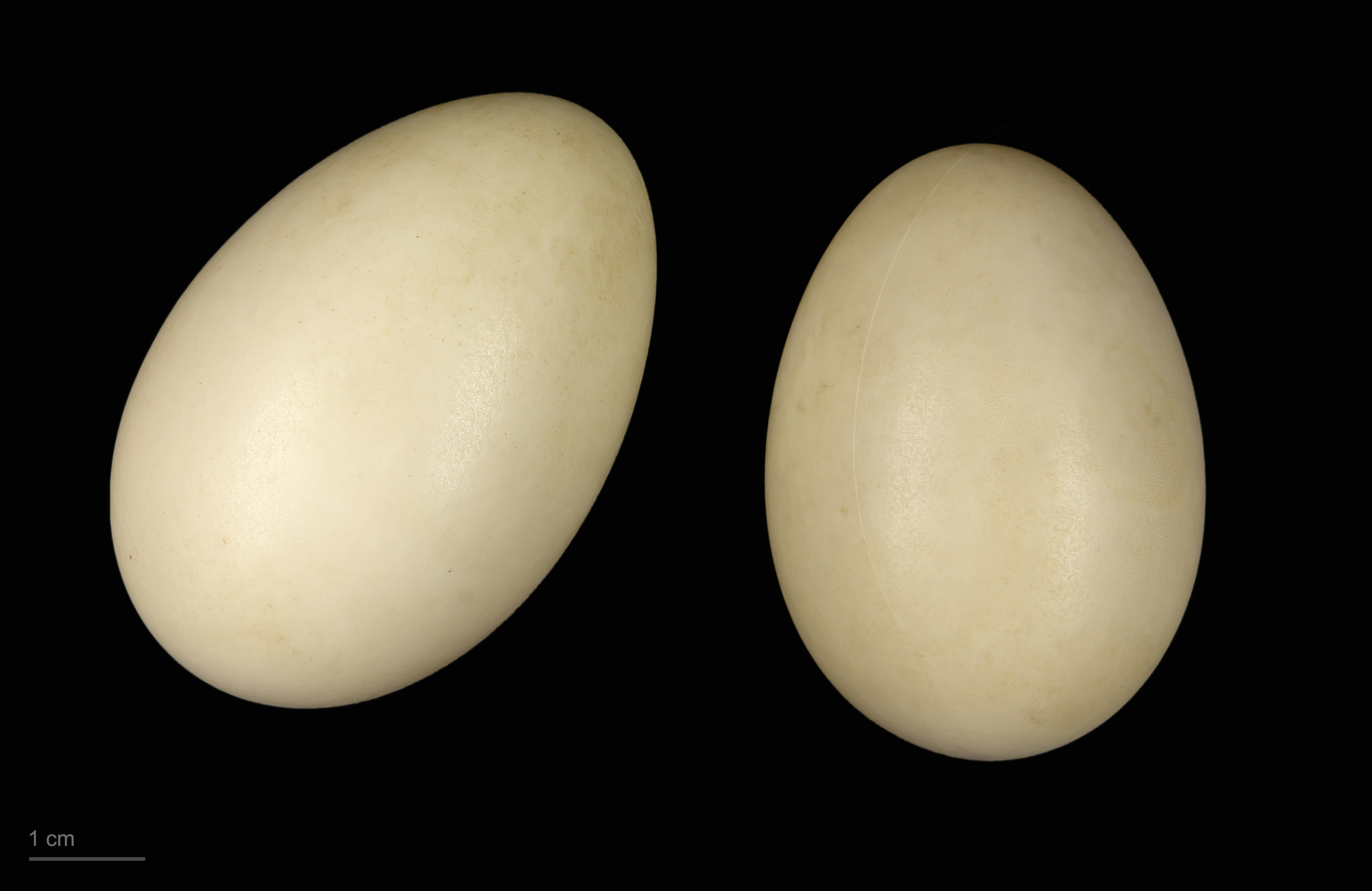
Anas falcata

Vịt lưỡi liềm (danh pháp khoa học: Mareca falcata) là một loài chim trong họ Vịt.
Loài vịt này cư trú và sinh sản ở Đông Á. Nó nằm ở miền đông Nga, ở Khabarovsk, Primorskiy, Amur, Chita, Buryatia, Irkutsk, Tuva, phía đông Krasnoyarsk, nam trung tâm Sakha Sakhalin, cực đông bắc Bắc Triều Tiên và bắc Trung Quốc, phía đông bắc Nội Mông, và phía bắc Hắc Long Giang., Hokkaidō, Aomori và quần đảo Kuril. Chúng được ghi nhận rộng rãi bên ngoài phạm vi bình thường của loài này, nhưng sự phổ biến của loài vịt xinh đẹp này trong những đám mây bị giam giữ nguồn gốc của những con chim ngoại lai này.
Loài chim này di cư mạnh mẽ và mùa đông ở phần lớn khu vực Đông Nam Á. Ở Ấn Độ: Uttar Pradesh, Bihār, Assam, đông Haryāna. Cũng ở phía bắc Bangladesh, phía bắc và miền trung Myanmar, bắc Lào đến sông Mekong, miền bắc Việt Nam (từ phía bắc Hà Nội) và Trung Quốc: Hải Nam, Đài Loan, Vân Nam, Quảng Tây, Quảng Đông, Phúc Kiến, Giang Tây, phía bắc Hồ Nam, Hồ Bắc, Chiết Giang, An Huy, Giang Tô, Sơn Đông, phía nam Hà Bắc, Sơn Tây, phía bắc Thiểm Tây. [5] Nó là gregarious bên ngoài mùa sinh sản và sau đó sẽ tạo thành đàn lớn.